# 黑环左式螺
黑环左式螺（学名：Leamodonda punctigera），是原始有肺目耳螺科Leamodonda属的一种。主要分布于中国大陆，常栖息在潮间带。